# Thiên Trườngstadion
Het Thiên Trườngstadion (Vietnamees: Sân vận động Thiên Trường) is een multifunctioneel stadion in Nam Định, Vietnam. 
Het stadion wordt vooral gebruikt voor voetbalwedstrijden, de voetbalclub Nam Định F.C. maakt gebruik van dit stadion. In het stadion is plaats voor 30.000 toeschouwers. Het stadion werd geopend in 2003.